# Esaias Tegnér
Esaias Tegnér (13 de noviembre de 1782 - 2 de noviembre de 1846) fue un escritor, profesor de idioma griego y obispo sueco. Durante el siglo XIX, fue considerado el padre de la poesía moderna en Suecia, en especial, por la saga legendaria Frithiofs saga (Saga de Frithiof, basada en el original medieval islandés Friðþjófs saga hins frœkna, "La historia de Fritiof el Audaz"). Ha sido denominado el primer hombre moderno de Suecia.

## Biografía
Su padre fue un pastor y sus abuelos por ambas líneas fueron campesinos. Su padre, Esaias Lucasson, adoptó el apellido Tegnérus (alterado por su quinto hijo como Tegnér) del pueblo de Tegnaby en la provincia de Småland, donde había nacido.
En 1799, Esaias Tegnér, hasta entonces educado en casa, ingresó a la Universidad de Lund, donde siguió estudios de filosofía y se graduó en 1802. Continuó como tutor hasta 1810 cuando fue elegido como docente de griego. En 1806, se casó con Anna Maria Gustava Myhrman, con quien había estado ligado desde su juventud temprana. En 1812, fue nombrado profesor y continuó su trabajo en Lund hasta 1824, cuando fue nombrado obispo de Växjö. Permaneció en Växjö hasta su muerte acaecida veintidós años más tarde.
Su primer éxito como escritor fue una canción de guerra ditirámbica para el ejército de 1808. En 1811, su poema patriótico Svea ganó el reconocimiento de la Academia Sueca y lo hizo famoso. El mismo año, se fundó en Estocolmo la Liga Gótica (Götiska förbundet), una suerte de club de jóvenes y patriotas hombres de letras, del cual Tegnér se hizo pronto director. El club publicó una revista titulada Iduna, en la cual publicó gran cantidad de poesía, así como sus puntos de vista, en particular, con respecto al estudio de la historia y la literatura islandesa antigua. Tegnér, Geijer, Afzelius, y Nicander se convirtieron en los miembros más famosos de la Liga Gótica.
Al final de su vida, Tegnér fue enviado a un hospital psiquiátrico en Schleswig y, a inicios de 1841, fue dado de alta y regresó a Växjö. Durante su convalecencia en Schleswig, compuso Kronbruden. No escribió nada más de importancia y, en 1843, tuvo un ataque cerebrovascular y falleció el 2 de noviembre de 1846 en Växjö.

### Poemas

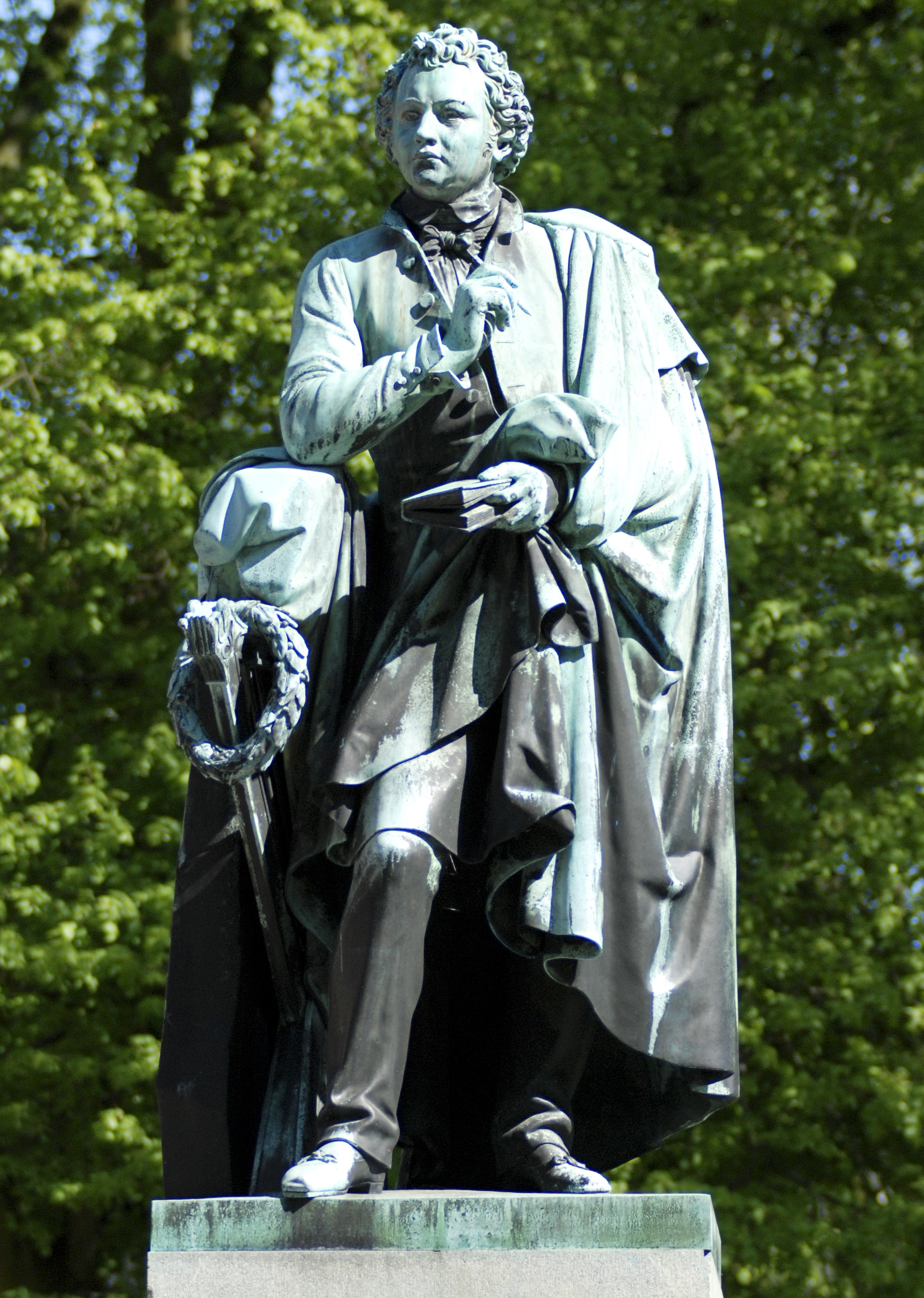
La estatua de Tegnér, cerca de la catedral de Lund.

La mayoría de los poemas de Tegnér de su época en Lund son cortos, pero algunos están en líricas. Su celebrada Canción al sol data de 1817. Completó tres poemas de un carácter más ambicioso, en los cuales descansa su fama. De estos, el romance de Axel (1822) y el idilio de Nattvardsbarnen ("La primera comunión", 1820) toman un rol secundario en comparación con la obra maestra de Tegnér de fama mundial.
En 1819, se convirtió en miembro de la distinguida Academia Sueca.
En 1820, publicó en Iduna fragmentos de un poema épico en el que estaba trabajando: Frithiofs saga (La historia de Frithiof). En 1822, publicó cinco cantos más y, en 1825, el poema entero. Ya antes de esta publicación, era famoso en toda Europa. Así, Johann Wolfgang von Goethe sugirió a Amalie von Imhoof que tradujera su obra al alemán. Esta paráfrasis romántica de una saga antigua fue compuesta en 24 cantos, todos los cuales diferían en la forma de versos, sobre la base de una obra maestra danesa previa, la Helga de Oehlenschläger.
Durante el siglo XIX, la saga de Frithjof fue la mejor conocida de todas las producciones suecas y fue traducida 22 veces al inglés, 20 veces en alemán y, por lo menos, una vez en las principales lenguas europeas. 
Tegnér empezó, pero dejó inacabados, dos poemas épicos adicionales: Gerda y Kronbruden.